# (5669) 1985 CC2
Az (5669) 1985 CC2 a Naprendszer kisbolygóövében található aszteroida. Henri Debehogne fedezte fel 1985. február 12-én.